# Fernando Faria de Oliveira
Fernando Manuel Barbosa Faria de Oliveira GCIH (Lisboa, 10 de Outubro de 1941) é um gestor português, tendo exercido também cargos políticos.

## Biografia
Licenciado em Engenharia Mecânica pelo Instituto Superior Técnico da Universidade Técnica de Lisboa em 1965.
Ocupou diversos cargos em governos portugueses. Secretário de Estado do Comércio Externo, entre Setembro 1980 e Junho 1983. Secretário de Estado Adjunto do Vice Primeiro-Ministro, entre Fevereiro e Novembro 1985. Secretário de Estado das Finanças e do Tesouro entre Junho de 1988 e Maio 1989. Secretário de Estado Adjunto e das Finanças, entre Maio 1989 e Janeiro 1990. Ministro do Comércio e Turismo entre Abril de 1990 e Novembro 1995, dos XI Governo Constitucional e XII Governo Constitucional, liderados pelo então Primeiro-Ministro Aníbal Cavaco Silva.

## Actividades desempenhadas actualmente
- Presidente da APB - Associação Portuguesa de Bancos (desde de 4 de Abril de 2012)
- Membro do Board da Federação Bancária Europeia
- Membro do Conselho Consultivo do Banco de Portugal
- Membro do Conselho Consultivo da CMVM

## Actividades desempenhadas anteriormente

### Empresariais

#### Executivas
- Caixa Geral de Depósitos – Presidente do Conselho de Administração e CEO (Janeiro de 2008 – 22 de Julho de 2011)
- Fundação CGD - Culturgest - Presidente do Conselho de Administração, (Janeiro de 2012 - Julho de 2013)
- Parcaixa, SGPS, SA – Presidente do Conselho de Administração, (Dezembro de 2008 - Novembro de 2011)
- Banco Caixa Geral (Espanha) – Presidente da Comissão Executiva (Junho 2005-Dezembro 2007)
- HPP – Hospitais Privados de Portugal, SGPS, S.A – (2003 – 2005) Administrador
- IPE - Investimentos e Participações Empresariais, S.A. (1983 – 2002). Vice-Presidente do Conselho de Administração desde Novembro de 1983 a Janeiro de 1990 e Administrador Executivo até 2002
- BFE – Banco de Fomento Exterior  (1990). Administrador
- UCCLA – União das Cidades Capitais Luso-Afro-Américo-Asiáticas
- SIDERURGIA NACIONAL (1980 – 1983). Administrador
- SOREFAME – Sociedades Reunidas de Fabricação Metálica, S.A. (1965 - 1979) Chefe de Departamento de Exportação, Director de Relações Industriais

#### Não-Executivas
- Caixa Geral de Depósitos - Presidente do Conselho de Administração (Chairman) da Caixa Geral de Depósitos (de 22 de Julho de 2011 a 30 de Junho de 2013)
- EDP - Energias de Portugal, SA – Membro do Conselho Geral e de Supervisão (Abril de 2008 a Março de 2011)
- TAP – AIR PORTUGAL, SGPS, S.A. – Administrador (1998 – 2006)
- CARLTON LIFE, SGPS, S.A. (2003-2005) Administrador
- ELO - Associação Portuguesa para o Desenvolvimento Económico e de Cooperação – (2001-2005) – Presidente do Conselho Consultivo
- APAD - Agência Portuguesa de Apoio ao Desenvolvimento (2000 – 2002). Membro do Conselho Consultivo
- INSTITUTO NACIONAL DE ADMINISTRACÃO INA - Membro do Conselho Consultivo
- ICEP – Instituto de Comércio Externo de Portugal (1986 – 1988). Administrador
- CELBI – Celulosa da Beira Industrial (1987 – 1988)
- EGF – Empresa Geral de Fomento – (1988) Administrador
- Câmara de Comércio Luso-Espanhola – Presidente a Conselho Executivo (2006 – 2012)

### Governamentais
- Ministro do Comércio e Turismo - Abril de 1990 – Novembro 1995
- Secretário de Estado Adjunto e das Finanças - Maio 1989 - Janeiro 1990
- Secretário de Estado das Finanças e do Tesouro - Junho de 1988 - Maio 1989
- Secretário de Estado Adjunto do Vice Primeiro-Ministro - Fevereiro – Novembro 1985
- Secretário de Estado da Exportação (Comércio Externo) - Setembro 1980 - Junho 1983

## Condecorações[1][2]
- Grã-Cruz da Ordem de Ouissam Alaoui de Marrocos (20 de Fevereiro de 1995)
- Grã-Cruz da Ordem de Bernardo O'Higgins do Chile (29 de Abril de 1995)
- Grã-Cruz da Ordem Nacional do Cruzeiro do Sul do Brasil (25 de Julho de 1996)
- Ilustríssimo Senhor Comendador de Número da Real Ordem de Isabel a Católica de Espanha (? de ? de 19??)
- Grande-Oficial da Ordem do Mérito da República Italiana de Itália (? de ? de 19??)
- ... do Japão (? de ? de 19??)
- Grande-Oficial da Ordem da Bandeira da Hungria (? de ? de 19??)
- Grã-Cruz da Ordem do Infante D. Henrique de Portugal (30 de Abril de 2014)

## Funções governamentais exercidas
- XI Governo Constitucional
  - Ministro do Comércio e Turismo
- XII Governo Constitucional
  - Ministro do Comércio e Turismo